# 자기 사상
수학에서 자기 사상(自己寫像, 영어: endomorphism 엔도모피즘[*])은 그 정의역과 공역이 같은 사상이다.

## 정의
범주 {\displaystyle {\mathcal {C}}}에서, {\displaystyle f\colon X\to X}와 같이, 시작과 끝이 같은 사상을 자기 사상이라고 한다.
- 집합의 범주에서, 자기 사상은 정의역과 공역이 같은 함수이며, 이를 자기 함수(自己函數, 영어: self-map)라고 한다.
- 대수 구조의 범주에서, 자기 사상은 자기 준동형 사상(自己準同型寫像)이라고 한다.
- (작은) 범주의 범주에서, 자기 사상은 정의역과 공역이 같은 함자이며, 이를 자기 함자(自己函子, 영어: endofunctor)라고 한다.

범주 {\displaystyle {\mathcal {C}}}의 대상 {\displaystyle X}가 주어졌을 때, {\displaystyle X}의 자기 사상들은 모노이드를 이루며, 이를 자기 사상 모노이드(自己寫像monoid, 영어: endomorphism monoid)라고 한다.
- 아벨 군의 범주 {\displaystyle \operatorname {Ab} }의 모노이드 대상이 환이므로, 아벨 범주(또는 일반적으로 아벨 군에 대하여 풍성한 범주)의 대상 {\displaystyle X}의 자기 사상들은 환을 이룬다. 이를 자기 사상환(自己寫像環, 영어: endomorphism ring)이라고 하고, {\displaystyle \operatorname {End} (X)}라고 쓴다.
- (작은) 범주의 범주 {\displaystyle \operatorname {Cat} }는 2-범주이므로, 주어진 범주 {\displaystyle {\mathcal {C}}} 위의 자기 함자들의 모임 {\displaystyle \operatorname {End} {\mathcal {C}}}는 범주를 이룬다. 즉, 이 범주의 사상은 자기 함자 사이의 자연 변환이다. 이를 자기 함자 범주(自己函子範疇, 영어: endofunctor category)라고 한다. 자기 함자 범주에서의 모노이드 대상은 모나드라고 한다.

동형 사상인 자기 사상을 자기 동형 사상이라고 한다.
구체적 범주의 자기 사상 {\displaystyle f\colon X\to X}에 대하여, 고정점은 {\displaystyle f(x)=x}인 원소 {\displaystyle x\in X}이다.

## 예
체 {\displaystyle K}에 대한 벡터 공간의 범주 {\displaystyle K{\text{-Vect}}}에서, 벡터 공간 {\displaystyle V}의 자기 사상은 선형 변환 {\displaystyle V\to V}이다. 유한 차원의 경우, 이는 정사각 행렬로 나타낼 수 있으며, 이 경우 자기 사상환은 정사각 행렬들의 환 {\displaystyle \operatorname {Mat} (\dim V,k)}이다. 자기 동형 사상은 이 가운데 핵과 여핵이 모두 0차원인 경우(전단사인 경우)다.
준군의 경우, 모든 자기 사상은 자기 동형 사상이다. 모노이드 {\displaystyle M}을 하나의 대상 {\displaystyle \bullet }만을 갖는 범주로 간주하였을 때, 유일한 대상의 자기 사상 모노이드 {\displaystyle \operatorname {End} (\bullet )}는 {\displaystyle M} 자체와 동형이다.
위상 공간의 자기 사상의 경우, 렙셰츠 고정점 정리나 브라우어르 고정점 정리와 같은 정리들이 성립한다.

## 참고 문헌
- Mac Lane, Saunders (1998). 《Categories for the working mathematician》. Graduate Texts in Mathematics (영어) 5 2판. Springer. doi:10.1007/978-1-4757-4721-8. ISBN 978-1-4419-3123-8. ISSN 0072-5285. MR 1712872. Zbl 0906.18001.

## 같이 보기
- 자기 동형 사상
- 프로베니우스 사상
- 동형 사상